# Boris Kodjoe

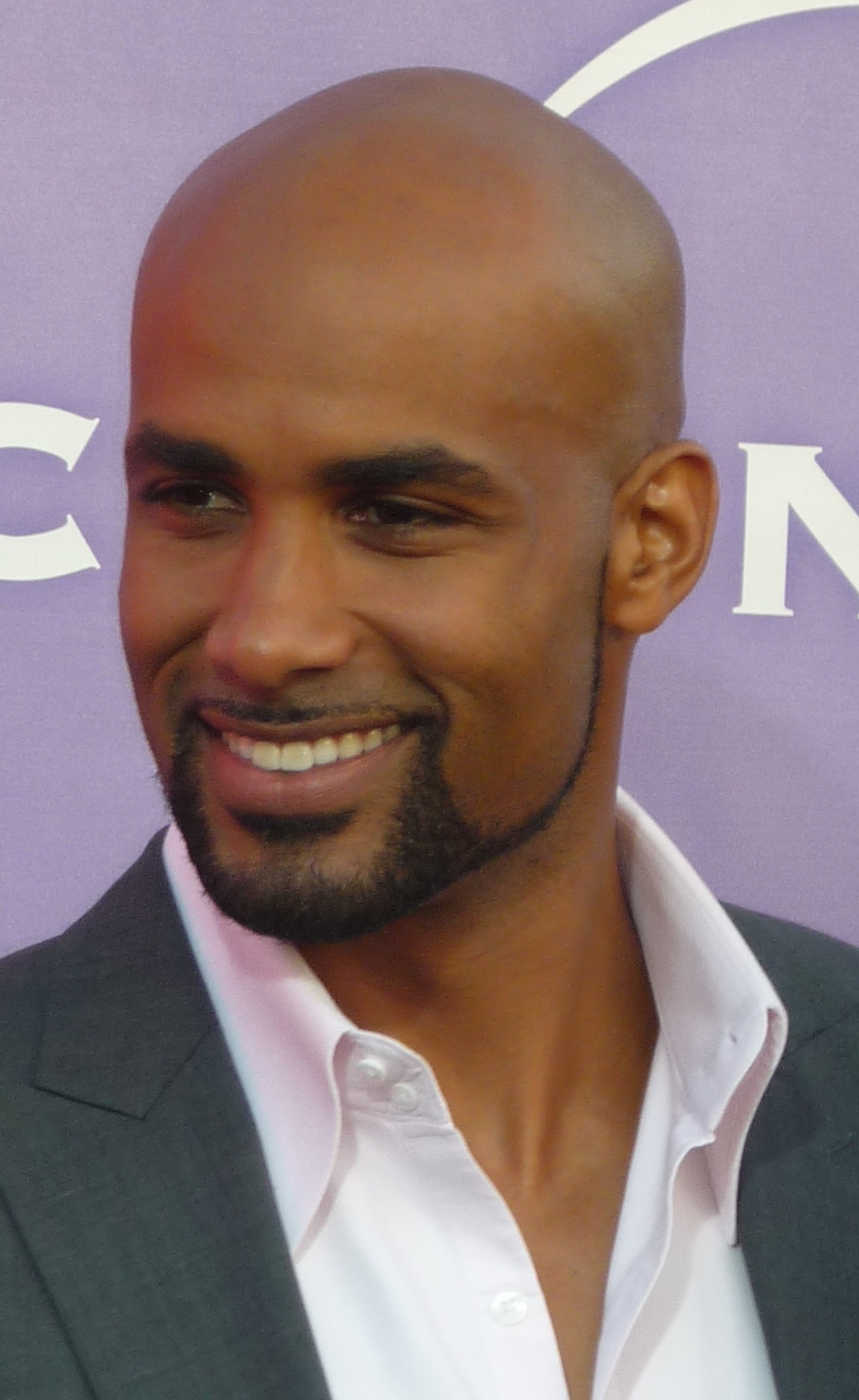
Boris Kodjoe (2010)

Boris Frederic Cecil Tay-Natey Ofuatey-Kodjoe (* 8. März 1973 in Wien, Österreich) ist ein deutscher Schauspieler.

## Leben
Kodjoe wurde in Wien als Sohn der deutschen Psychologin Ursula Kodjoe und ihres damaligen Ehemannes, des ghanaischen Arztes Eric Kodjoe, geboren. Er wuchs in der Ortschaft Gundelfingen in der Nähe von Freiburg im Breisgau auf. Kodjoe wollte zunächst Tennisprofi werden und war in dieser Disziplin ein sehr erfolgreicher Juniorenspieler. Eine schwere Rückenverletzung beendete jedoch seine Tennislaufbahn.
Kurz darauf begann Kodjoe seine Karriere als Fotomodell und avancierte zu einem der weltweit bestbezahlten männlichen Models. In den USA wurde er durch seine Rolle in der Fernsehserie Soul Food bekannt. Zuvor hatte er 1995 sein Filmdebüt in dem Musikvideo der R&B-Band TLC mit dem Song Red Light Special, in dem er mitwirkte. 2002 gehörte er zur Liste der „50 Most Beautiful People in the World“ vom US-Magazin People.
Boris Kodjoe, der fließend Deutsch, Englisch, Spanisch und Französisch spricht, heiratete am 21. Mai 2005 in Gundelfingen seine Kollegin Nicole Ari Parker und wurde kurz darauf erstmals Vater. Die Familie lebt in den USA. Sein Bruder ist der ehemalige Basketballprofi Patrick Kodjoe.

## Synchronisation
Da Boris Kodjoes Muttersprache Deutsch ist, synchronisiert er sich im Film Surrogates – Mein zweites Ich selbst.

## Filmografie (Auswahl)
- 2000: Love and Basketball
- 2000: Soul Food (Fernsehserie, 27 Folgen)
- 2002: Brown Sugar
- 2003: Boston Public (Fernsehserie, Folgen 3x10–3x12)
- 2004: Second Time Around (Fernsehserie, 13 Folgen)
- 2004: Doing Hard Time – Harte Abrechnung (Doing Hard Time)
- 2005: The Gospel
- 2005: America’s Next Top Model, 4. Staffel
- 2006: Das verrückte Familienfest (Madea’s Family Reunion)
- 2007: All About Us
- 2007: Crossing Jordan – Pathologin mit Profil (Crossing Jordan, Fernsehserie, Folgen 6x13–6x14)
- 2007: Nip/Tuck – Schönheit hat ihren Preis (Nip/Tuck, Fernsehserie, Folge 5x05 Chaz Darling)
- 2008: Starship Troopers 3: Marauder
- 2009: Surrogates – Mein zweites Ich (Surrogates)
- 2010–2011: Undercovers (Fernsehserie, 13 Folgen)
- 2010: Resident Evil: Afterlife
- 2010: The Confidant
- 2012: Resident Evil: Retribution
- 2013: Real Husbands of Hollywood
- 2013: Liebe im Gepäck (Baggage Claim)
- 2013: Nurse 3D
- 2014: Unforgettable (Fernsehserie, zwei Folgen)
- 2015: The Last Man on Earth (Fernsehserie, zwölf Folgen)
- 2016–2018: Code Black (Fernsehserie)
- 2016: Cape Town (Fernsehserie, sechs Folgen)
- 2017: Downsized (Fernsehfilm)
- 2017: Tales (Fernsehserie, Folge 1x01 F*ck the Police)
- 2017: Ferdinand – Geht STIERisch ab! (Ferdinand, Stimme)
- 2018: House of Cards (Fernsehserie, vier Folgen)
- 2018–2024: Seattle Firefighters – Die jungen Helden (Station 19, Fernsehserie)
- 2019: Grey’s Anatomy (Fernsehserie, Folge 15x23)